# La Ronde des pantins
Pour plus de détails, voir Fiche technique et Distribution.

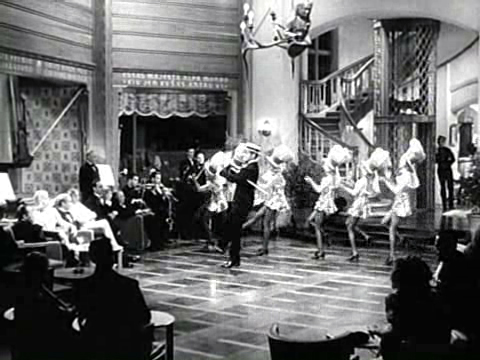
Clark Gable

La Ronde des pantins (Idiot's Delight) est un film américain en noir et blanc réalisé par Clarence Brown, sorti en 1939.

## Synopsis
Démobilisé à la fin de la Première Guerre mondiale, Harry, un artiste, veut reprendre sa carrière mais ne trouve rien de mieux qu’un emploi d'assistant de medium. Il rencontre Irene, une trapéziste. Elle le convainc de créer un numéro de télépathie avec elle. Ils ont une brève liaison puis se séparent. Vingt ans plus tard, Harry est en tournée en Europe lorsqu’il retrouve Irene à Genève. Elle est maintenant blonde et parle avec un accent russe. Elle feint de ne pas le reconnaître.

## Fiche technique
- Titre français : La Ronde des pantins
- Titre original : Idiot's Delight
- Réalisation : Clarence Brown
- Scénario : Robert E. Sherwood d'après une pièce de Robert E. Sherwood
- Production : Clarence Brown et Hunt Stromberg
- Société de production : M.G.M.
- Distribution : M.G.M.
- Musique : Herbert Stothart
- Photographie : William H. Daniels
- Montage : Robert Kern
- Direction artistique : Cedric Gibbons
- Décorateur de plateau : Edwin B. Willis
- Costumes : Adrian
- Pays de production : États-Unis
- Langue : anglais, espéranto (secondaire)
- Format : noir et blanc - Son : Mono (Western Electric Sound System)
- Genre : comédie dramatique, Film musical
- Durée : 107 min
- Dates de sortie :
  - États-Unis : 27 janvier 1939
  - France : 5 mai 1939

## Distribution
- Norma Shearer : Irene Fellara
- Clark Gable : Harry Van
- Edward Arnold : Achille Weber
- Charles Coburn : Dr Hugo Waldersee
- Joseph Schildkraut : Capt. Kirvline
- Burgess Meredith : Quillary
- Laura Hope Crews : Madame Zuleika
- Richard "Skeets" Gallagher : 'Don' Navadel
- Peter Willes : M. Jimmy Cherry
- Pat Paterson : Mme Cherry
- William Edmunds : Dumptsy
- Fritz Feld : Pittatek
- Virginia Grey : Shirley Laughlin
- Virginia Dale : Francine Merle
- Bernadene Hayes : Edna
- Paula Stone (en) : Beulah Tremayne